# Crecchio
Crecchio är en ort och kommun i provinsen Chieti i regionen Abruzzo i Italien. Kommunen hade 2 804 invånare (2018).